# 1月10日 (旧暦)
旧暦1月10日（きゅうれきいちがつとおか）は、旧暦1月の10日目である。六曜は仏滅である。

## できごと
- 永暦元年（ユリウス暦1160年2月18日） - 平治から永暦に改元

## 誕生日
- 天正7年（ユリウス暦1579年2月5日） - 鈴木正三[1]、仮名草子作者（+ 1655年）
- 慶応4年（グレゴリオ暦1868年2月3日） - 水野錬太郎、政治家（+ 1949年）
- 明治4年（グレゴリオ暦1871年2月28日） - 高山樗牛、思想家（+ 1902年）
- 明治4年（グレゴリオ暦1871年2月28日） - 島村抱月、劇作家（+ 1918年）

## 忌日
- 紹熙3年（ユリウス暦1192年1月26日） - 陸象山、南宋の儒学者（* 1139年）
- 寛文11年（グレゴリオ暦1671年2月19日） - 徳川頼宣、初代紀州藩主、徳川家康の十男（* 1602年）
- 宝永6年（グレゴリオ暦1709年2月19日） - 徳川綱吉、江戸幕府5代将軍（* 1646年）